# Laura Prepon
Laura Prepon (Watchung, Nueva Jersey; 7 de marzo de 1980) es una actriz estadounidense, conocida por interpretar a Donna Pinciotti en la serie That '70s Show y a Alex Vause en Orange Is the New Black.

## Carrera
Su primer trabajo como actriz fue en un anuncio para WorldCom. En 1996 tomó clases de teatro en el Total Theatre Lab con la actriz Caroline Thomas.
Saltó a la fama por primera vez al interpretar a Donna Pinciotti, una de las protagonistas de la serie de FOX That '70s Show (1998-2006). En marzo de 2009 apareció en dos episodios de la serie de CBS How I Met Your Mother como Karen, una novia de juventud del protagonista, Ted Mosby. En 2010 participó en un capítulo de la sexta temporada de House M.D.
En 2011 apareció en el episodio "Nikki Heat" de la famosa serie de televisión Castle como una actriz que necesitaba documentarse sobre la verdadera Nikki Heat/Kate Beckett (Stana Katic) para poder interpretarla en una de las películas basadas en los libros de Richard Castle (Nathan Fillion). En 2012 apareció en Are You There, Chelsea? como Chelsea Newman. Dio voz a algunos personajes de las series de televisión American Dad! y King of the Hill, además de a uno de los personajes del videojuego Halo 2. En 2012 apareció como actriz invitada en el programa Men at Work de su antiguo compañero de That '70s Show, Danny Masterson, interpretando a Hannah en el episodio "Plan B". Desde 2013 a 2019 interpretó a Alex Vause como coprotagonista en la serie original de Netflix, Orange Is the New Black. Su interpretación le valió un Premio Satellite, como mejor actriz.

## Vida personal
Es la menor de cinco hermanos de una familia con orígenes judeorrusos, ingleses católicos e irlandeses.
Desde 1999 hasta 2007, mantuvo una relación con el actor Christopher Masterson y de 2008 a 2013 con el también actor Scott Michael Foster.
Está casada con el actor Ben Foster, con el que tiene una hija, Ella, nacida en septiembre de 2017. Prepon y Foster se casaron en junio de 2018 y residen en Nueva York. En octubre de 2019, Prepon anunció por redes sociales que estaban esperando otro hijo. Su hijo nació en febrero de 2020.
Prepon perteneció a la Iglesia de la Cienciología entre 1999-2016, revelando en 2021 que dejó de practicarla desde que se hizo madre y ahora practica la meditación.

## Filmografía

### Cine
| Año  | Título                         | Papel             | Notas                             |
| ---- | ------------------------------ | ----------------- | --------------------------------- |
| 2001 | Southlander                    | Seven Equals Five |                                   |
| 2002 | Slackers                       | Reanna Cass       |                                   |
| 2004 | Lightning Bug                  | Angevin Duvet     | También como productora ejecutiva |
| 2004 | The Pornographer: A Love Story |                   |                                   |
| 2006 | Come Early Morning             | Kim               |                                   |
| 2006 | Karla                          | Karla Homolka     |                                   |
| 2007 | Once Upon a Time               | La bruja          | Cortometraje                      |
| 2007 | The Chosen One                 | Rachel Cruz (voz) |                                   |
| 2012 | Lay the Favorite               | Holly             |                                   |
| 2012 | The Kitchen                    | Jennifer          |                                   |
| 2016 | The Girl on the Train          | Cathy             |                                   |
| 2017 | The Hero                       | Charlotte         |                                   |

### Televisión
| Año       | Título                  | Papel                     | Notas |
| --------- | ----------------------- | ------------------------- | --- |
| 1998–2006 | That '70s Show          | Donna Pinciotti           | 200 episodios Nominada – Teen Choice Award for TV Choice Actress, Comedy (2002) Nominada – 20th Youth in Film Awards (1999) Nominada – Teen Choice Awards (1999) |
| 2004      | King of the Hill        | April (voz)               | Episodio: "Talking Shop" |
| 2005      | American Dad!           | Hayley Smith (voz)        | Episodio piloto no emitido |
| 2005      | Romancing the Bride     | Melissa                   | Película para la televisión |
| 2007–08   | October Road            | Hannah Jane Daniels       | 19 episodios |
| 2009–10   | How I Met Your Mother   | Karen                     | 3 episodios |
| 2009      | In Plain Sight          | Lauren Hefferman          | Episodio: "A Frond in Need" |
| 2010      | Medium                  | Kira Hudack               | Episodio: "How to Beat a Bad Guy" |
| 2010      | House                   | Frankie                   | Temporada 6: Episodio 15: "Private Lives" |
| 2010      | Celebrity Ghost Stories | Ella misma                | Episodio #2.9 |
| 2011      | Castle                  | Natalie Rhodes/Nikki Heat | Episodio: "Nikki Heat" |
| 2011      | Love Bites              | Alex                      | Episodio: "Keep on Truckin'" |
| 2011      | The Killing Game        | Eve Duncan                | Película para la televisión |
| 2012      | Are You There, Chelsea? | Chelsea Newman            | 12 episodios |
| 2012      | Men at Work             | Hannah                    | Episodio: "Plan B" |
| 2013–2019 | Orange Is the New Black | Alex Vause                | Personaje recurrente Satellite Award al mejor elenco – Serie de Televisión (2013) Satellite Award a la mejor actriz de reparto - Serie, Miniserie o Cine y Televisión (2013) Sindicato de Actores Mejor Interpretación de un Reparto en una Serie de Comedia (2015) |
| 2023      | That '90s Show          | Donna Pinciotti           | 3 episodios |

| Año  | Título    | Papel    | Notas                                       |
| ---- | --------- | -------- | ------------------------------------------- |
| 2011 | Neighbros | L Boogie | También como directora, escritora y editora |

| Año  | Título | Papel  | Notas |
| ---- | ------ | ------ | ----- |
| 2004 | Halo 2 | Marine | Voz   |